# Groot staartjesmos
Groot staartjesmos (Philonotis calcarea)  is een bladmos uit de familie Bartramiaceae.

## Kenmerken
De levendig lichtgroene scheuten zijn groot (tot 10 cm of meer). Bladeren zijn 1,8-3 mm lang, gerangschikt in rijen, en wijzen naar één kant van de scheuten. Bolvormige sporenkapsels komen zeldzaam voor in de zomer.

## Verspreiding
Groot staartjesmos heeft in Europa een boreaal-gematigde verspreiding. De grote zeldzaamheid in het laagland en de afwezigheid van deze opvallende soort in Nederland voor 1900 zijn alleen te verklaren door de schaarste aan kalkmoeras van voldoende omvang, ook in Zuid-Limburg. De enige historisch vondst bij Meijel (Midden-Limburg) uit 1923 betreft mogelijk de Grote Moost met kalkrijke kanaalkwel vanuit de Noordervaart. Vanaf eind jaren 1990 worden in korte tijd diverse locaties ontdekt: langs de Grote Beek tussen Hummelo en Doetinchem (1997), na ontgronding in het IJsselgebied bij Zutphen-Warnsveld (1998) en in 2008 bij Brummen (Soerense broek). In 2007 ook bij het Mokkelengoor (natuurontwikkeling De Doorbraak) tussen Almelo en Enter en in 2008 in natuurontwikkeling bij Weustenrade in het Geleenbeekdal. Nadien zijn geen nieuwe vindplaatsen meer ontdekt. Wel zijn enkele plekken weer verdwenen door verbossing en stadsontwikkeling maar het ontstane areaal in natuurgebieden lijkt duurzaam. 
In Nederland is groot staartjesmos zeer zeldzaam. Het staat op de rode lijst in de categorie 'gevoelig'.

## Fotogalerij

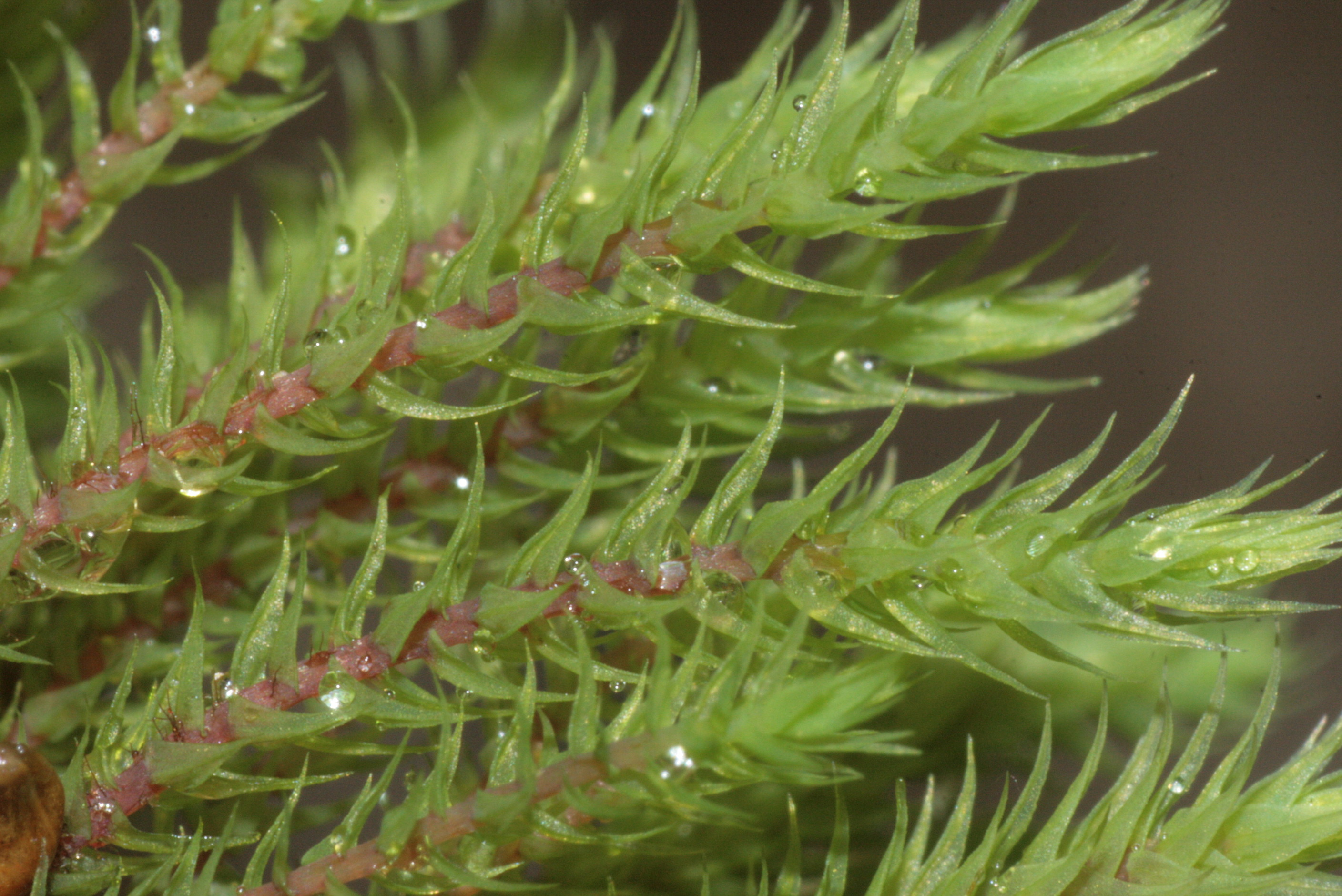
Bladeren
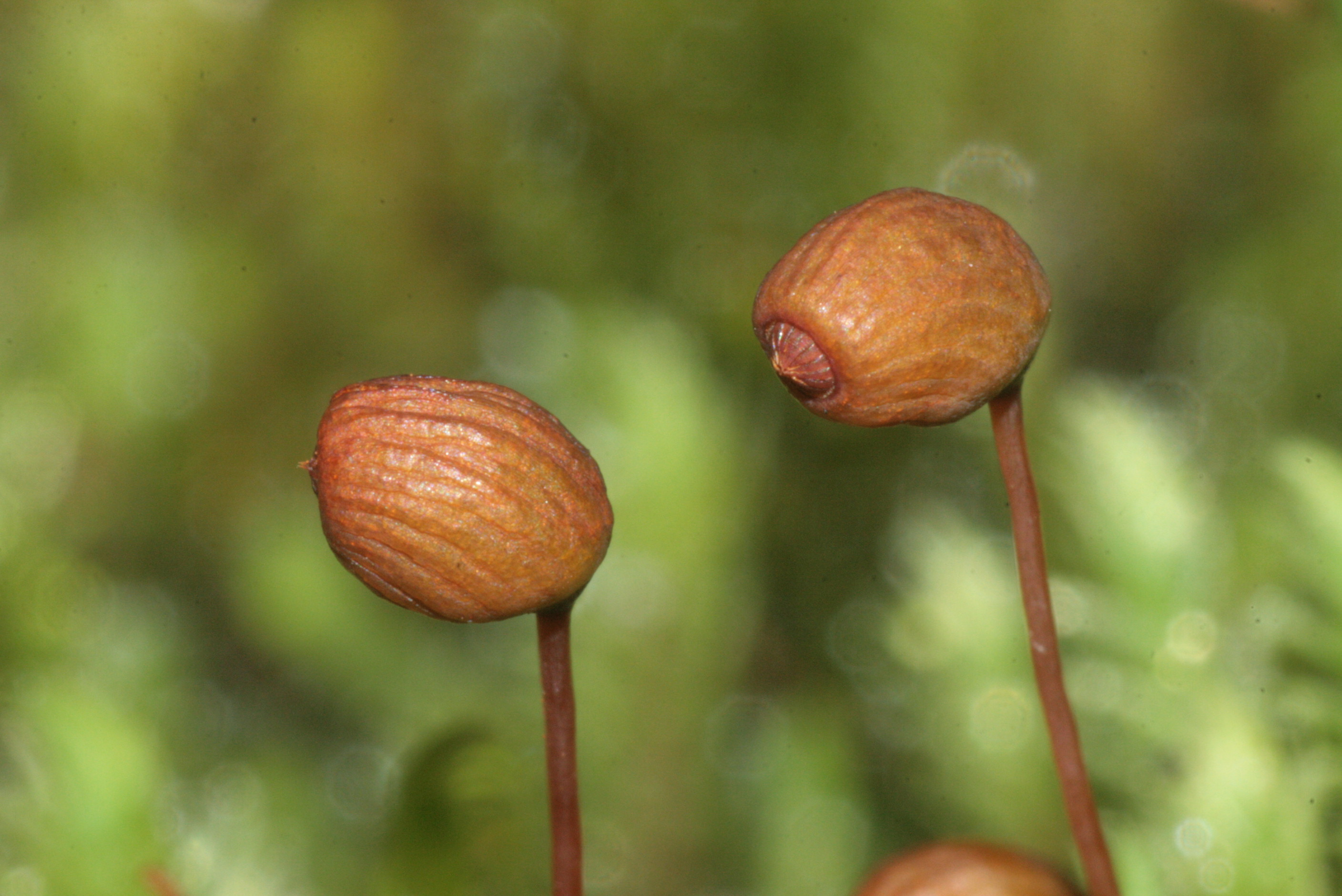
Sporenkapsel
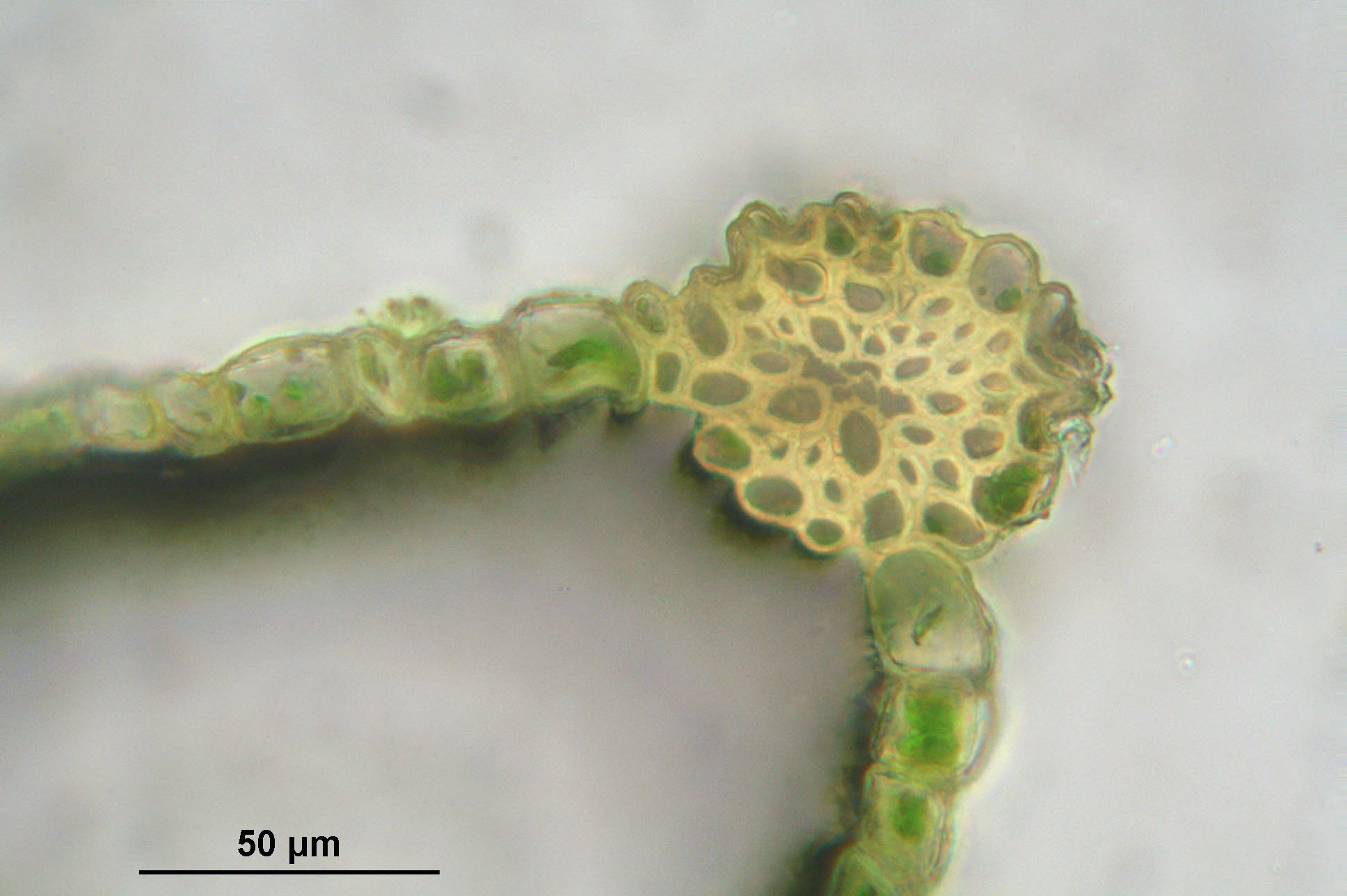
Bladnerf
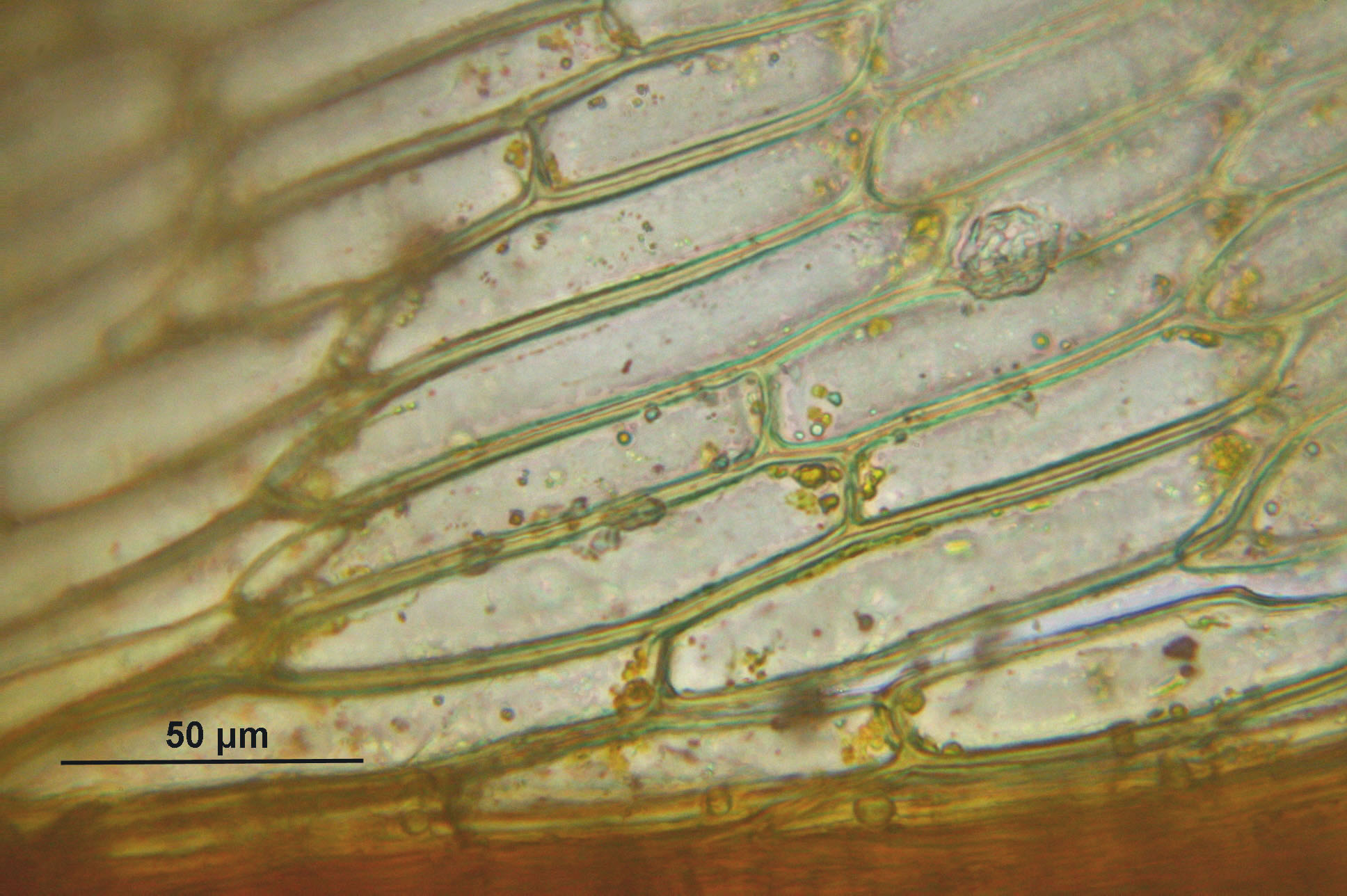
Bladcellen